# Hòa Chung
Hòa Chung là một phường thuộc thành phố Cao Bằng, tỉnh Cao Bằng, Việt Nam.

## Địa lý
Phường Hòa Chung nằm ở khu vực trung tâm thành phố Cao Bằng, có vị trí địa lý:
- Phía đông giáp phường Tân Giang
- Phía tây và phía nam giáp huyện Hòa An
- Phía bắc giáp phường Hợp Giang và phường Sông Hiến.

Phường Hòa Chung có diện tích 5,43 km², dân số năm 2019 là 4.294 người, mật độ dân số đạt 791 người/km².
Sông Hiến chảy qua địa bàn phường. Phường còn có núi Thiên Phân và nhà máy nước Tân An phuc vụ cho thành phố trên địa bàn.

## Hành chính
Phường Hòa Chung được chia thành 8 tổ dân phố: 1, 2, 3, 4, 5, 6, 7, 8.

## Lịch sử
Phường Hòa Chung trước đây vốn là một phần tiểu khu Sông Hiến thuộc thị xã Cao Bằng.
Ngày 10 tháng 9 năm 1981, Hội đồng Bộ trưởng ban hành Quyết định 60-HĐBT về việc giải thể tiểu khu Sông Hiến để thành lập phường Sông Hiến và xã Hòa Chung.
Ngày 9 tháng 7 năm 2012, Chính phủ ban hành Nghị quyết số 27/NQ-CP về việc thành lập phường Hoà Chung trên cơ sở toàn bộ 543,37 ha diện tích tự nhiên và 4.120 người của xã Hoà Chung.
Ngày 25 tháng 9 năm 2012, Chính phủ ban hành Nghị quyết 60/NQ-CP về việc thành lập thành phố Cao Bằng thuộc tỉnh Cao Bằng. Phường Hòa Chung thuộc thành phố Cao Bằng.
Đến năm 2019, phường Hòa Chung được chia thành 15 tổ dân phố, đánh số từ 1 tới 15.
Ngày 9 tháng 9 năm 2019, Hội đồng Nhân dân tỉnh Cao Bằng ban hành Nghị quyết số 27/NQ-HĐND về việc sáp nhập, đổi tên các xóm, tổ dân phố trên địa bàn tỉnh Cao Bằng:
- Sáp nhập tổ dân phố 2 vào tổ dân phố 1
- Sáp nhập hai tổ dân phố 3 và 4 thành tổ dân phố 2
- Đổi tên tổ dân phố 5 thành tổ dân phố 3
- Sáp nhập hai tổ dân phố 6 và 7 thành tổ dân phố 4
- Sáp nhập hai tổ dân phố 8 và 9 thành tổ dân phố 5
- Sáp nhập hai tổ dân phố 11 và 12 thành tổ dân phố 6
- Sáp nhập hai tổ dân phố 13 và 14 thành tổ dân phố 7
- Sáp nhập hai tổ dân phố 10 và 15 thành tổ dân phố 8.